# Antônio Prado de Minas
Antônio Prado de Minas là một đô thị thuộc bang Minas Gerais, Brasil. Đô thị này có diện tích 85,042 km², dân số năm 2007 là 1962 người, mật độ 17,1 người/km².